# Hinzuanius madagassis
Hinzuanius madagassis is een hooiwagen uit de familie Biantidae.